# Orbetello Challenger 2011
L'Orbetello Challenger 2011 è stato un torneo professionistico di tennis maschile giocato sulla terra rossa. È stata la 3ª edizione del torneo, che fa parte dell'ATP Challenger Tour nell'ambito dell'ATP Challenger Tour 2011. Si è giocato ad Orbetello (GR) in Italia dal 18 al 24 luglio 2011.

## Partecipanti

### Teste di serie
| Nazionalità | Giocatore              | Ranking* | Testa di serie |
| ----------- | ---------------------- | -------- | -------------- |
| Italia      | Filippo Volandri       | 87       | 1              |
| Paesi Bassi | Thiemo de Bakker       | 99       | 2              |
| Argentina   | Diego Junqueira        | 101      | 3              |
| Germania    | Miša Zverev            | 104      | 4              |
| Italia      | Paolo Lorenzi          | 119      | 5              |
| Francia     | Édouard Roger-Vasselin | 122      | 6              |
| Francia     | Benoît Paire           | 126      | 7              |
| Francia     | Florent Serra          | 136      | 8              |

- Ranking all'11 luglio 2011.

### Altri partecipanti
Giocatori che hanno ricevuto una wild card:
- Marco Cecchinato
- Thiemo de Bakker
- Matteo Trevisan
- Filippo Volandri

Giocatori che sono passati dalle qualificazioni:
- Maxime Authom
- Benjamin Balleret
- Íñigo Cervantes
- Max Raditschnigg
- Gerard Granollers Pujol (lucky loser)

## Campioni

### Singolare
Filippo Volandri ha battuto in finale  Matteo Viola con il punteggio di 4–6, 6–3, 6–2

### Doppio
Julian Knowle /  Igor Zelenay hanno battuto in finale  Benoît Paire /  Romain Jouan con il punteggio di 6–1, 7–6(2)